# Iltisia
Iltisia é um género botânico pertencente à família Asteraceae.